# Peter MacNicol
Peter MacNicol (født 10. april 1954 i Dallas, Texas) er en Emmy-vindende amerikansk skuespiller.

## Biografi
MacNicol voksede op i en familie i Texas som den yngste af fem børn. Hans uddannelse tog han ved Dallas Universitet og derefter Minnesota Universitet. Mens han var i Minnesota, optrådte han to sæsoner ved Guthrie Theater. En talentspejder fra New York opdagede ham og foreslog ham at flytte til Manhattan. Kort derefter var han med i casting til Crimes of the Heart. Stykket kom senere på Broadway, og MacNicol vandt prisen Theatre World Award. Det var også under dette stykke en anden agent tilbød ham at komme til prøve til filmen Sophies valg.
MacNicol er nok mest kendt som den excentriske og stammende advokat John Cage i tv-serien Ally, men kendes også fra den populære serie 24 timer, hvor han spiller Tom Lennox.
Privat bor han i Los Angeles med sin kone siden 1986, Martha Sue Cumming, som bestyrer Corie Williams Scholarship-fonden.

## Filmografi
- Dragonslayer (1981)
- Sophies valg (1982)
- Ghostbusters II (1989)
- By Dawn's Early Light (1990)
- HouseSitter (1992)
- The Powers That Be (1992)
- Addams Family Values (1993)
- Radioland Murders (1994)
- Chicago Hope (1994–1995)
- Dracula: Dead and Loving It (1995)
- Ally (1997–2002)
- Bean (1997)
- Baby Geniuses (1999)
- Recess: School's Out (2001): Fenwick
- Crazy Love (2003)
- Harvey Birdman Attorney at Law (2003–2007): X the Eliminator
- Breakin' All the Rules (2004)
- Danny Phantom (2004-present): Sidney Poindexter (special guest)
- The Batman (2004–present): Dr.Langstrom/Man-Bat
- Justice League Unlimited (2005): Chronos
- Numb3rs (2005–kører stadig)
- 24 timer, sæson 7 (2007)
- The Spectacular Spider-Man : Dr. Octopus